# Belforte all'Isauro
Belforte all'Isauro là một đô thị ở tỉnh Pesaro và Urbino trong vùng Marche, nằm cách 90 km về phía tây của Ancona và khoảng 50 km về phía tây nam của Pesaro. Tại thời điểm ngày 31 tháng 12 năm 2004, đô thị này có dân số 746 và diện tích là 12,0 km².
Belforte all'Isauro giáp các đô thị sau: Carpegna, Piandimeleto, Sant'Angelo in Vado, Sestino.